# Mini DisplayPort
Il Mini DisplayPort è una versione miniaturizzata dell'interfaccia digitale DisplayPort. Annunciata da Apple nel quarto trimestre del 2008, viene usata sui Mac (MacBook, MacBook Air, MacBook Pro, iMac, Mac mini, Mac Pro, Xserve), sul Surface Pro 3, 4 e Book di casa Microsoft e sul LED Cinema Display. Viene anche usata sui nuovi PC notebook di diversi produttori come Asus, Toshiba, HP, Lenovo e Dell.
Diversamente dai suoi predecessori Mini-DVI e Micro-DVI, il Mini DisplayPort è capace di gestire risoluzioni fino a 2560×1600 (WQXGA), comunemente usate con i monitor da 30 pollici. Con un apposito adattatore, il Mini DisplayPort può essere usato per gestire monitor con interfaccia VGA, DVI o HDMI.
Dopo aver annunciato il Mini DisplayPort, Apple ha annunciato che fornirà la tecnologia del connettore in licenza senza pretendere nessun diritto.
L'anno successivo, il 2009, VESA ha annunciato che il Mini DisplayPort sarà incluso nelle future specifiche del DisplayPort 1.2 ed in seguito, sempre nello stesso anno, VESA ufficialmente ha annunciato che il Mini DisplayPort è stato adottato. Tutti i dispositivi che usano il Mini DisplayPort devono attenersi allo standard 1.1a.
Nel 2010, Apple ha aggiunto il supporto per l'uscita audio usando il Mini DisplayPort nei suoi prodotti MacBook Pro. Questo ha aggiunto la peculiarità che permette agli utenti di connettere facilmente i suoi Macbook Pro ai suoi HDTV usando un cavo adattatore da Mini DisplayPort a HDMI con piena funzionalità audio e video.
Nel 2011, Apple e Intel hanno annunciato un'estensione delle specifiche Mini DisplayPort con la tecnologia Thunderbolt di Intel, che è stata sviluppata con il nome "Light Peak".

## Compatibilità
La rimozione della porta DVI dai MacBook in favore del Mini DisplayPort, e l'uso del Mini DisplayPort come connettore video per i nuovi Cinema Display a 24 pollici, potrebbe comportare problemi di compatibilità:
- L'estensione HDCP del Mini DisplayPort disattiva la riproduzione di contenuto protetto con il DRM sui monitor non progettati per esso. Questo include persino iTunes Store che non ha tali restrizioni se riprodotto su un Mac senza il Mini DisplayPort.

- Gli adattatori Dual-Link DVI o VGA di Apple sono relativamente grandi e costosi se paragonati ad altri tipi di adattatori. Inoltre i clienti hanno riportato problemi con i nuovi adattatori, come l'incapacità di connettersi ad un monitor esterno. I monitor connessi ad un Mini DisplayPort che usano questi adattatori possono avere problemi di risoluzione o persino non "risvegliarsi" dalla modalità di sleep.

- Anche se le specifiche DisplayPort permettono di supportare l'audio digitale, i MacBook del 2009 non sono capaci di fornire un segnale audio attraverso il Mini DisplayPort, e lo possono fare solo attraverso la USB, il Firewire o l'uscita audio di linea (i MacBook del 2010 non soffrono più di questo problema). Questo può causare problemi agli utenti che vogliono connettere i loro computer ai HDTV usando un adattatore da Mini DisplayPort a HDMI. Per ovviare a questo problema, alcuni produttori di terze parti hanno creato adattatori che si collegano al Mini DisplayPort (per il video) e alla porta USB (per l'audio) oppure al Mini DisplayPort (per il video), alla porta USB (per l'alimentazione elettrica) e l'uscita ottica (per l'audio). Ognuno dei due suddetti tipi di adattatori termina con un singolo connettore HDMI femmina, così da incanalare sia il video sia l'audio su un solo cavo HDMI.